# 漢口市
漢口市（かんこうし）は、かつて中華民国に設置されていた市である。現在の中華人民共和国湖北省武漢市の一部に相当する。

## 歴史

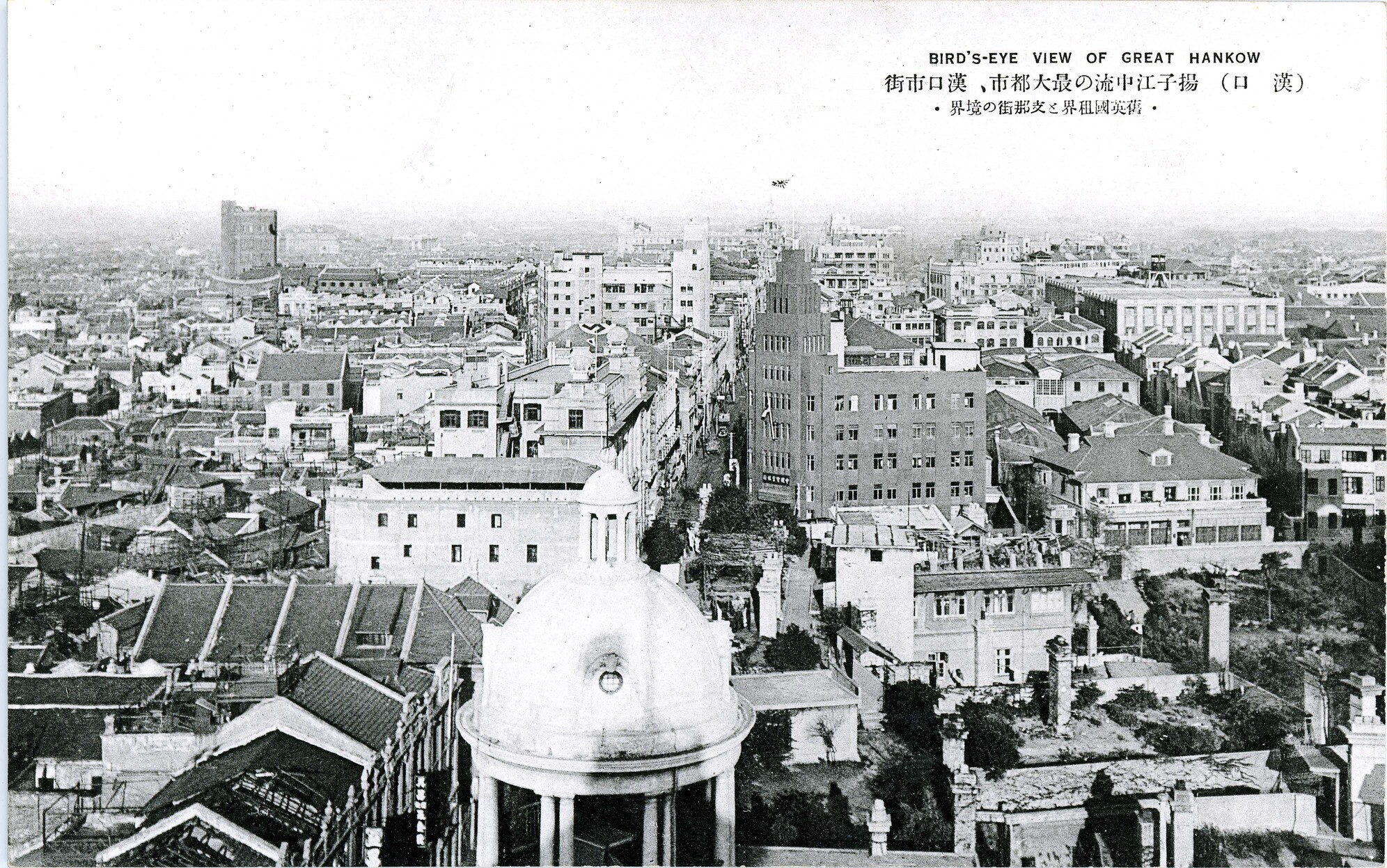
漢口市街

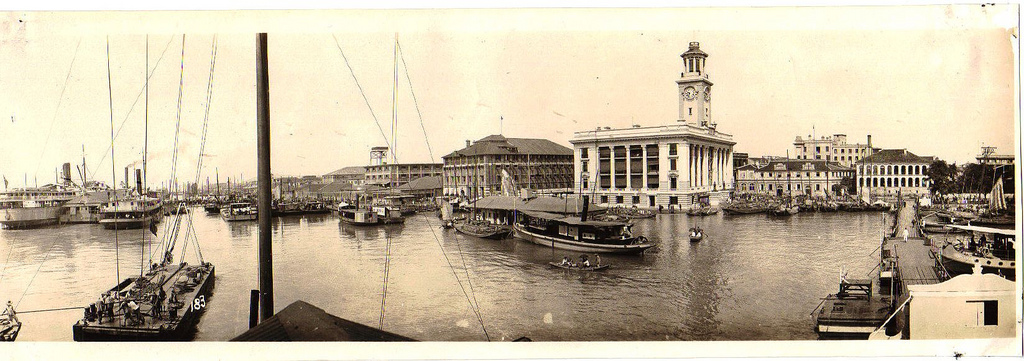
漢口埠頭

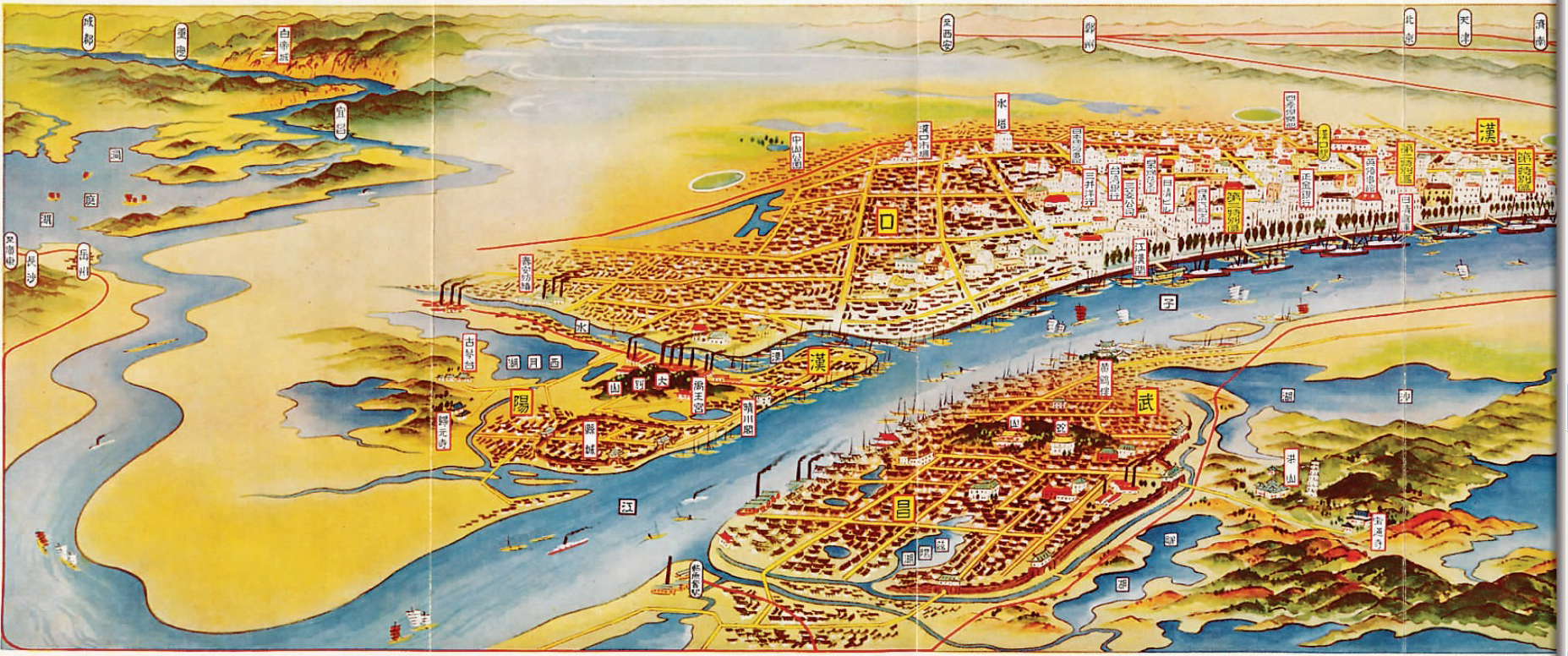
武漢三鎮の鳥瞰図（1938年）

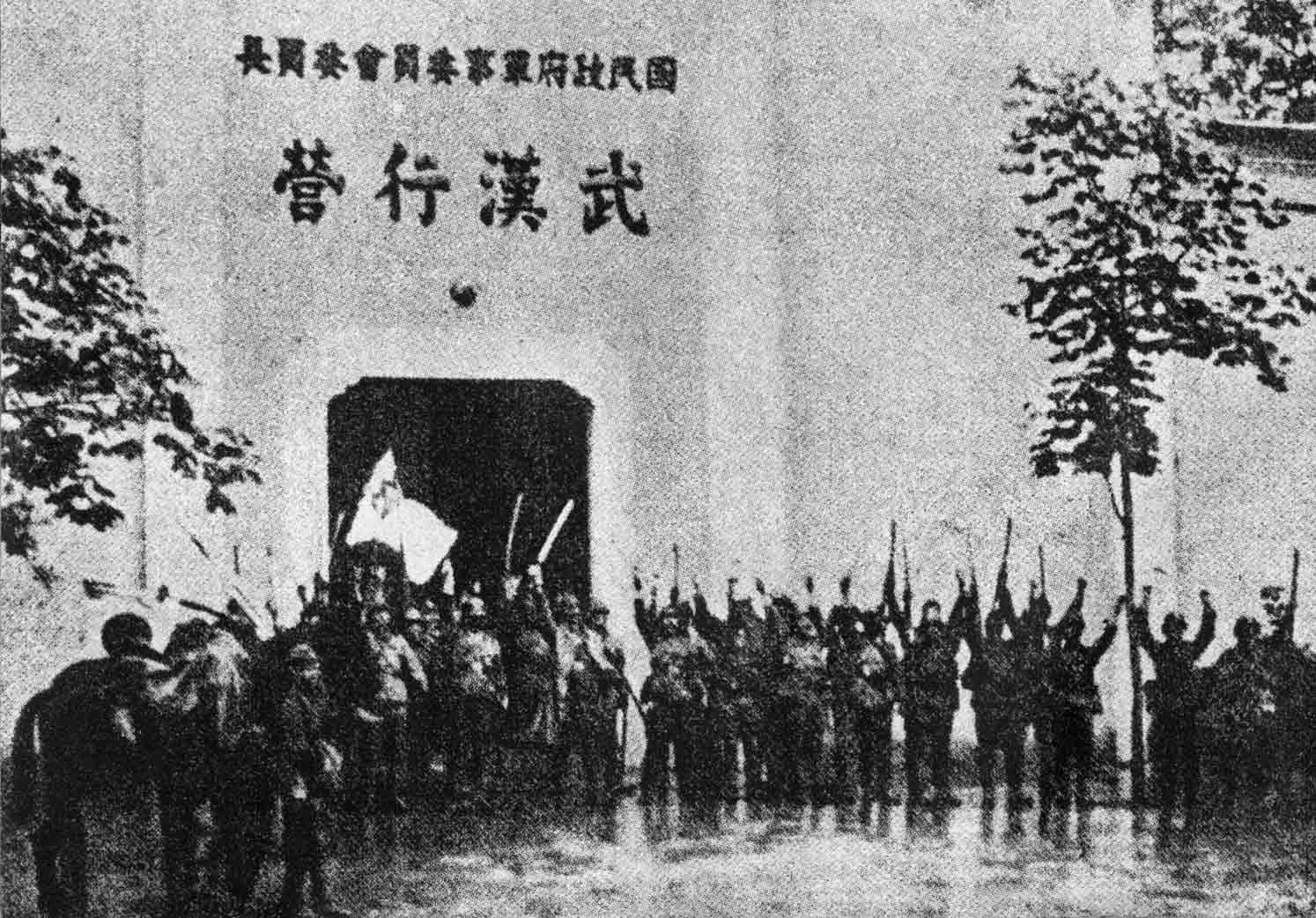
武漢行営を占領する日本軍（1938年）

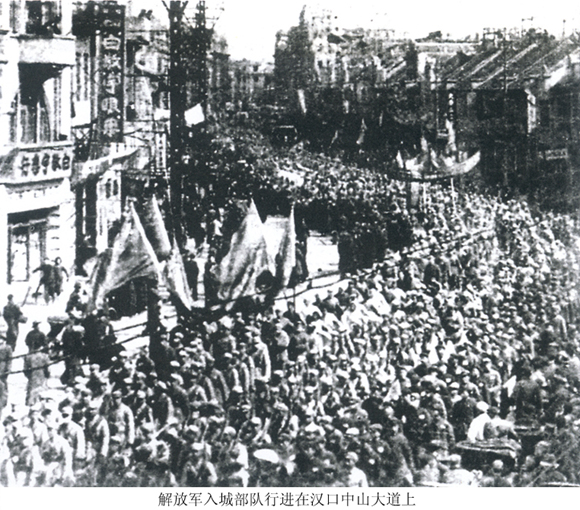
漢口に進駐する中国人民解放軍（1949年）

1926年（民国15年）9月7日、中国国民党による北伐の進展に伴い、国民革命軍が漢口を占領した。10月7日、夏口県の市街地を分割して漢口市を設置し、漢口市政府が成立して劉文島が初代市長に就任した。11月21日、国民政府は武漢三鎮（漢口・武昌・漢陽）を合併させ、首都を広州から武漢に移すことを決定した。12月、国民党中央執行委員会と国民政府委員の第6次臨時連席会議にて、孫科と宋子文による計画の下、武漢に市政委員会を設置することが決議された。翌1927年（民国16年）1月、外交・財政・交通・司法の4部が武漢での業務を開始し、国民党第二回中央執行委員会第三次全体会議も武漢で開催された。3月24日に国民政府が武漢に移転し、4月16日に武漢特別市が成立した。また、同年中に中国共産党の中央機関も武漢に移転し、武漢は第一次国共合作の中心地となった。しかし、7月15日に武漢国民政府は共産党勢力の排除を宣言し、8月19日には南京国民政府との合流を宣言して政府機関を南京に移した。
1929年（民国18年）1月に武漢特別市は普通市に降格したが、4月27日に特別市に戻された。7月1日には武昌が湖北省に編入されて武昌市となり、残部（漢口・漢陽）は漢口特別市に改称された。
1930年（民国19年）5月3日、「市組織法」が制定された。この法律により、市は院轄市（現：直轄市）と省轄市（現：市）の2種類に再編され、漢口は院轄市となって漢口市に改称された。また、同年に漢陽市街が漢口市から漢陽県に移管された。
1931年（民国20年）7月10日、行政院は漢口市を院轄市から湖北省の省轄市に降格させた。
1937年（民国26年）の日中戦争開戦当初、日本軍が南京に迫っていたため国民政府は首都を武漢に移転する予定だったが、戦況が急速に悪化したため、最終的には更に奥地である四川省重慶市に移転することになり、その過程で一時的に武漢にも政府や党中央の一部機関が置かれた。1938年（民国27年）6月、日本軍による武漢作戦が開始され、双方に多大な損害を与えた末、10月31日に軍事委員会委員長の蔣介石が「武漢撤退告全国軍民書」を発表して武漢の放棄を表明し、武漢三鎮は日本軍に占領された。日本軍は武漢を占領したものの、国民政府を降伏させて戦争を終わらせようとした日本側の目論見は外れ、戦況は膠着段階に入った。武漢占領後、日本軍は住民を難民区に移住させ、武昌には多くの軍事施設を設置し、漢口には連絡部を設置した。侵攻前には武漢三鎮全体で約130万人の人口を有していたが、1940年（民国29年）には約31万人まで減少し、暴動が頻発した。
1938年12月25日、武漢三鎮を管轄区域とする武漢治安維持会が成立し、1939年（民国28年）4月20日、武漢治安維持会が武漢特別市政府に改組され、中華民国維新政府の下で武漢特別市が成立した。1940年3月30日に汪兆銘政権が成立すると同政権の行政区画となり、9月に武漢特別市は改編されて漢口特別市となった。1943年（民国33年）10月19日には省轄市に降格し、湖北省に編入された。
1939年10月、ソビエト連邦と中華民国の連合航空隊による空襲を受けた（漢口空襲）。
1944年（民国33年）12月18日、アメリカ合衆国陸軍航空軍による空襲を受け、約4万人の市民が死亡し、漢口市街は3日間燃え続けた（漢口大空襲）。
1945年（民国34年）9月18日、第六戦区（湖北省西部）の受降式が漢口市内の中山公園で行われ、10月6日に武漢の和平建国軍（汪兆銘政権軍）は重慶政府軍に合流した。
1947年（民国36年）6月6日、漢口市が院轄市に再昇格した。
第二次国共内戦末期の1949年（民国38年）5月16日、白崇禧率いる中華民国国軍が撤退し、共産党率いる中国人民解放軍が武漢三鎮を占領した。5月24日には武漢市人民政府が成立し、漢口市と漢陽県の市街地・武昌市が合併して武漢市が成立した。

## 行政区画
1946年時点で、漢口市には14の区が設置されていた。
| 区号     | 別名   | 範囲     |
| -------- | ------ | -------- |
| 第一区   | 武聖区 | 漢正上街 |
| 第二区   | 宝善区 | 漢中街   |
| 第三区   | 漢正区 | 大水街   |
| 第四区   | 新安区 | 民族路   |
| 第五区   | 三民区 | 小董家巷 |
| 第六区   | 中山区 | 鄱陽街   |
| 第七区   | 大智区 | 黎黄陂路 |
| 第八区   | 漢景区 | 漢景街   |
| 第九区   | 和平区 | 長春街   |
| 第十区   | 雲樵区 | 華中里   |
| 第十一区 | 永清区 | 憲政一路 |
| 第十二区 | 張公区 | 新馬路   |
| 第十三区 | 復興区 | 劉家廟   |
| 第十四区 | 中正区 | 羅家墩   |

## 歴代首長
| 代           | 氏名     | 写真     | 在任期間                       | 備考                                                 |
| 漢口市長     | 漢口市長 | 漢口市長 | 漢口市長                       | 漢口市長                                             |
| ------------ | -------- | -------- | ------------------------------ | ---------------------------------------------------- |
| 1            | 劉文島   |          | 1926年10月7日 - 1927年4月16日  | 武漢市政委員会による合議制の採用に伴って市長職を廃止 |
| 武漢特別市長 |          |          |                                |                                                      |
| 1            | 潘宜之   |          | 1929年2月 - 1929年4月5日       | 市長職を再設置                                       |
| 代理         | 劉文島   |          | 1929年4月5日 - 1929年7月1日    |                                                      |
| 漢口特別市長 |          |          |                                |                                                      |
| 2            | 劉文島   |          | 1929年7月1日 - 1931年7月10日   |                                                      |
| 漢口市長     |          |          |                                |                                                      |
| 3            | 何葆華   |          | 1931年7月10日 - 1932年4月      |                                                      |
| 4            | 万声揚   |          | 1932年4月 - 1932年5月11日      |                                                      |
| 5            | 呉国楨   |          | 1932年5月11日 - 1938年10月     |                                                      |
| 武漢特別市長 |          |          |                                |                                                      |
| 1            | 張仁蠡   |          | 1939年4月 - 1940年9月          |                                                      |
| 漢口市長     |          |          |                                |                                                      |
| 1            | 張仁蠡   |          | 1940年9月 - 1942年12月         |                                                      |
| 漢口特別市長 |          |          |                                |                                                      |
| 1            | 張仁蠡   |          | 1942年12月 - 1943年10月19日    |                                                      |
| 漢口市長     |          |          |                                |                                                      |
| 2            | 石星川   |          | 1943年10月19日 - 1945年8月16日 |                                                      |
| 漢口市長     |          |          |                                |                                                      |
| 6            | 徐会之   |          | 1945年9月12日 - 1949年1月31日  |                                                      |
| 7            | 晏勲甫   |          | 1949年1月31日 - 1949年5月17日  |                                                      |

### 書籍
- 郭廷以 等 (1984) (中国語). 中華民國史事日誌. 2. 臺北: 中央研究院近代史研究所. ISBN 9789860459227
- 黃大受 (1995) (中国語). 中國現代史綱. 臺北: 五南圖書出版. ISBN 9789571104119
- 皮明庥 主編 (2005) (中国語). 简明武汉史. 武汉: 武汉出版社. ISBN 7543032791
- 陈芳国 (2009) (中国語). 武汉解放述略. 4. 武汉: 武汉文史资料
- 皮明庥・郑自来 (2011) (中国語). 武汉史话. 北京: 社会科学文献出版社. ISBN 9787509727188

### 論文
- 芳井研一「日中全面戦争期の戦争難民問題」『環東アジア研究』第9巻、新潟大学コアステーション人文社会・教育科学系付置環東アジア研究センター、2015年、NAID 120006749522、 オリジナルの2024年8月16日時点におけるアーカイブ。